# X-Men Legends
X-Men Legends é um RPG de ação lançado para vários consoles em 2004. Os jogadores podem controlar um dos 15 personagens X-Men, combinando-os em um grupo de quatro personagens controlados pelo computador (ou por humanos). A trama básica gira em torno dos X-Men enfrentando Magneto e a Irmandade de Mutantes e mais tarde ganhou uma continuação, X-Men Legends II: Rise of Apocalypse.

## Jogabilidade
Este RPG de ação permite que até quatro pessoas joguem ao mesmo tempo (dependendo do sistema) como um dos 15 X-Men diferentes, incluindo personagens como Wolverine, Ciclope e Tempestade, liberados no decorrer do jogo. Cada personagem tem poderes únicos que podem ser usados contra os oponentes, como defesa ou combinados com as habilidades dos parceiros de grupo. O jogo foi desenvolvido pela Raven Software com uma perspectiva aérea. A versão do N-Gage foi desenvolvida pela Barking Lizards Technologies e apresenta uma visão isométrica.
O jogo possui as oções de multiplayer cooperativo e o modo sobrevivência para até quatro jogadores. O jogo cooperativo é similar a Baldur's Gate: Dark Alliance 2, mas é muito melhorado com a adição de ataques combinados e a interação entre os personagens.
Este formato de missão e, logo, do desenvolvimento do personagem continua por todo o jogo. Enquanto estiver na mansão, uma pessoa controla Alisson à medida que ela explora e aprende sobre si mesma e os outros X-Men.

## Trama
O jogo começa com o rapto de Alisson Crestmere (Magma), uma mutante prestes a descobrir seus poderes. Wolverine testemunha o rapto e persegue Mística e Blob, aliando-se ao Ciclope para resgatar Alisson. Depois de escapar com segurança a bordo da nave dos X-Men, Alisson é levada ao Instituto Xavier, onde ela pode conversar com os X-Men e os estudantes e explorar seus poderes. Os X-Men continuam a investigar pistas que possam indicar a razão pela qual Mística e a Irmandade de Mutantes estariam interessados em Alisson. Ao mesmo tempo, eles tentam combater tanto a Irmandade, que liberta seu líder, Magneto, da prisão, e o crescente número de Sentinelas. O jogo termina em uma série de batalhas no Asteroide M, com o grupo enfrentando Magneto e Master Mold. Após os créditos, Apocalipse revela ter visto a batalha e decidido iniciar seus planos de dominação.

## Produção
Anunciado pela Activision em 2003, X-Men Legends é o primeiro jogo para consoles da Raven Software, que queria expandir suas atividades depois de se dedicar exclusivamente a títulos para computadores. Depois de se decidir por criar um RPG dos X-Men, a equipe resolveu focar o jogo em uma dinâmica de equipe, algo ausente nos títulos anteriores baseados na franquia. A primeira ideia foi de combate em rodadas similar à Final Fantasy, mas eventualmente consideraram que jogadores prefeririam um RPG de ação que desse liberdade no controle dos poderes. A história do jogo foi criada pelo grupo de ex-roteiristas da Marvel conhecido por Man of Action, contando com a consultoria do criador dos X-Men, Stan Lee. As três versões foram desenvolvidas simultaneamente, usando o motor de jogo Alchemy da Vicarious Visions.

## Personagens
| Personagens Jogáveis                                        | Personagens Jogáveis                                       | Personagens Jogáveis                                                                        | Personagens Jogáveis |
| ----------------------------------------------------------- | ---------------------------------------------------------- | ------------------------------------------------------------------------------------------- | -------------------- |
| - Ciclope - Colossus - Emma Frost - Fera - Gambit           | - Homem de Gelo - Jean Grey - Jubileu - Magma - Noturno    | - Professor X (apenas na missão Astral Plane) - Psylocke - Tempestade - Vampira - Wolverine |                      |
| Vilões                                                      |                                                            |                                                                                             |                      |
| - Avalanche - Blob - Destrutor - Dentes-de-Sabre - Fanático | - General Kincaid - Groxo - Magneto - Marrow - Master Mold | - Mística - Morlocks - Pyro - Sentinelas - Shadow King                                      |                      |
| Personagens Não-Jogáveis                                    |                                                            |                                                                                             |                      |
| - Bishop - Forge - Teleporter                               | - Healer - Illyana                                         | - Moira McTaggert - Homem-Múltiplo                                                          |                      |

## Resenhas
O jogo foi bem recebido, obtendo pontuações médias de 83%, 82,5% e 80,4% para as versões de Xbox, GameCube e Playstation 2, respectivamente. Os gráficos em cel-shading do jogo receberam críticas positivas, em geral, mas os resenhistas reclamaram da facilidade do jogo, do uso generalizado das telas de carregamento e do multiplayer. Também existe uma tendência de erros que ocorreram durante saltos, personagens presos no meio do ar por um tempo ou deslizando para a esquerda ou para a direita, através de obstáculos.
X-Men Legends também obteve boas vendas, entrando na linha de jogos mais vendidos de todos os consoles: Greatest Hits (PS2), Player's Choice (GameCube) e Platinum Hits (Xbox). Somente na América do Norte, a versão de PS2 tinha vendido aproximadamente 800,000 cópias.

## Sequências
Uma sequência, X-Men Legends II: Rise of Apocalypse foi lançada para Playstation 2, Xbox, Gamecube, N-Gage e PC em 27 de setembro de 2005. Uma versão da sequência para o PSP foi lançada em 11 de outubro de 2005 e outra para o N-Gage no final do mesmo ano.
Outro jogo, Marvel: Ultimate Alliance foi lançado em 2006 para PC, PS2, Xbox, PlayStation 3, Xbox 360, Wii, Game Boy Advance e Nintendo DS. A história desta vez engloba todo o universo Marvel, com o Quarteto Fantástico, os Vingadores e os Novos Vingadores como personagens jogáveis.